# Rajella leopardus
Rajella leopardus és una espècie de peix de la família dels raids i de l'ordre dels raïformes.

## Morfologia
- Els mascles poden assolir 65 cm de longitud total.[3][4]

## Reproducció
És ovípar i les femelles ponen càpsules d'ous, les quals presenten com unes banyes a la closca.

## Alimentació
Menja crustacis bentònics, lluços, sípies i poliquets.

## Hàbitat
És un peix marí i d'aigües profundes que viu entre 170-1.920 m de fondària.

## Distribució geogràfica
Es troba a l'oceà Atlàntic oriental: Guinea, Mauritània, Namíbia, el Senegal, Sud-àfrica i el Sàhara Occidental.

## Observacions
És inofensiu per als humans.